# Кароліна ван дер Плас
Кароліна (Каролін) Енн Марія ван дер Плас (нід. Caroline Ann Maria van der Plas; нід. вимова: [ˈkɛrəlɑin vɑn dər ˈplɑs]; нар. 6 червня 1967) — нідерландський журналіст і політик, член Палати представників Нідерландів з 2021 року. Колишній член Християнсько-демократичного заклику (CDA). З 2019 року, вона є засновником і нинішнім лідером партії Фермерсько-Громадянський Рух (нід. BoerBurgerBeweging; BBB).

## Біографія

### Раннє життя та кар'єра
Ван дер Плас народилася 6 червня 1967 року в місті Куйк, Північний Брабант. Її батько, Віль ван дер Плас (1937—2014), був спортивним журналістом і працював у регіональній газеті Deventer Dagblad. Її мати, ірландка, Нуала Фіцпатрік, політикиня у відставці, була радником в муніципальній владі Девентеру від Християнсько-демократичного заклику (CDA) між 1986 і 1994 роками.
Ван дер Плас була вихована католичкою, але не ходила до церкви з підліткового віку. У 1986 році вона отримала диплом HAVO, після чого почала працювати позаштатним редактором у газеті Deventer Dagblad.
У 2004 році Ван дер Плас почала займатися сільськогосподарською журналістикою як незалежний журналіст у журналі для м'ясної промисловості Meat & Meal. Пізніше вона працювала для інших сільськогосподарських журналів, зокрема Vleesmagazine, Foodmagazine, Nieuwe Oogst і Pig Business. Вона також працювала спеціалістом зі зв'язків з громадськістю, у LTO Noord та Голландській спілці свинарів (NVV).

### Політична кар'єра
Спочатку член Християнсько-демократичного заклику, Ван дер Плас вийшла з партії невдовзі після провінційних виборів 2019 року. Під час свого членства вона часто критикувала партію за те, що вона недостатньо представляє інтереси аграрного сектору. У відповідь на масові протести фермерів, що відбулися в Нідерландах у жовтні 2019 року, вона заснувала Фермерсько-Громадянський Рух (BBB).
17 жовтня 2020 року Ван дер Плас була одноголосно обрана партійним лідером BBB. Її передвиборча кампанія на загальних виборах 2021 року була зосереджена на питаннях, важливих для сільських та аграрних виборців, включаючи обіцянки щодо створення «Міністерства сільської місцевості», розташованого щонайменше за 100 кілометрів від Гааги, та скасування заборони на неонікотиноїди. Партія отримала одне місце в Палаті представників, і Ван дер Плас слада депутатом 31 березня 2021 року.
Фермерсько-Громадянський Рух переміг на провінційних виборах у Нідерландах у 2023 році, отримавши більшість голосів виборців і найбільшу кількість місць у всіх дванадцяти провінціях.
4 травня 2023 року Ван дер Плас відмовилася слухати виступ президента України Володимира Зеленського в парламенті, який відвідав Нідерланди в День пам'яті цивільних і військових, які загинули під час Другої світової війни. Інцидент викликав резонанс і обговорювався в тому числі пропагандистами на російському телебаченні.

## Особисте життя
Ван дер Плас живе в Девентері і має двох синів. Її чоловік Ян Грубен помер у 2019 році від раку підшлункової залози.
Вона була вихована як римо-католичка, але зараз вона нерелігійна.